# Gesellschaft der Metallurgen und Bergleute
Die GDMB Gesellschaft der Metallurgen und Bergleute e. V. ist eine Fachgesellschaft zur Förderung wissenschaftlicher, technologischer, wirtschaftlicher und ökologischer Belange in den Bereichen Rohstoffe und Georessourcen, Nichteisen-Metallurgie, Recycling und Umwelttechnik.

## Geschichte
Die GDMB wurde 1912 in Berlin als Gesellschaft Deutscher Metallhütten- und Bergleute mit dem Ziel gegründet, den wissenschaftlich-technischen Austausch, die Weitergabe von Kenntnissen und Erfahrungen, zwischen den Fachleuten des Eisen- und Metallerzbergbaus zu fördern. Mit der Gründung der GDMB wurde die im Jahre 1904 von Wilhelm Borchers als Herausgeber gegründete Zeitschrift Metallurgie, zu deren Leitung ab 1906 auch Fritz Wüst gehörte, in die Zeitschrift Metall und Erz umbenannt, die ab diesem Zeitpunkt als Verbandsorgan fungierte. Während des Zweiten Weltkrieges wurde die Geschäftsstelle in Berlin zerstört. Die Neugründung der Gesellschaft erfolgte 1947 und war mit einer ersten Mitgliederversammlung in Clausthal-Zellerfeld 1947 verbunden. 1957 wurde der GDMB-Geschichtsausschuss gegründet, der sich u. a. mit der Erforschung des Montanwesens und der Sammlung von Schrifttum über die Metallgewinnung im mitteleuropäischen Raum beschäftigt. Dieser veranstaltet jährliche Tagungen in Deutschland, Österreich, der Schweiz, Italien, Frankreich, Polen sowie der Slowakei. Die neue Zeitschrift für Erzbergbau und Metallhütten – kurz Erzmetall wurde vom GDMB Verlag ab 1968 veröffentlicht. Globalisierung und der Niedergang des Deutschen Bergbaus erforderten einer Neuausrichtung und der Informationsaustausch und die Bildung von Netzwerken traten in den Vordergrund.
Die GDMB-Montanstiftung, deren Ziel die Förderung des montanistischen Nachwuchses ist, wurde 1990 durch den Vorsitzenden der GDMB Rolfroderich Nemitz gegründet. Die GDMB-Informationsgesellschaft mbH wurde 1992 gegründet. Die Bildung diverser Fachausschüsse, Arbeitskreise und Bezirksgruppen, wie der Fachausschuss Entsorgungswirtschaft folgten. Im Januar 1996 wurde die Gesellschaft in Gesellschaft für Bergbau, Metallurgie, Rohstoff- und Umwelttechnik und dann 2013 in GDMB Gesellschaft der Metallurgen und Bergleute e. V.  umbenannt.

## Verlagsarbeit
Der GDMB Verlag GmbH gibt diverse Fachzeitschriften und Bücher heraus. Im zeitlichen Abstand von zwei Monaten erscheinen die GDMB Zeitschriften World of Metallurgy – ERZMETALL und World of Mining – Surface & Underground. Die Zeitschrift Markscheidewesen, welche dreimal jährlich erscheint, wird für den deutschen Markscheider-Verein e. V. verlegt. Seit 2012 wird auch die Fachzeitschrift METALL – Fachzeitschrift für Metallurgie in 10 Ausgaben pro Jahr durch den GDMB Verlag veröffentlicht. Daneben werden durch den GDMB Verlag die Tagungsbände von verschiedenen Veranstaltungen wie der European Metallurgical Conference sowie die Hefte der GDMB-Schriftenreihe verlegt. Schließlich werden durch den Verlag weitere Fachbücher zu den Bereichen Analytik, Aufbereitung, Bergbau, Lagerstättenkunde, Metallurgie und Montangeschichte veröffentlicht.

## Verbandsarbeit
Die GDMB arbeitet mit anderen Institutionen und Organisationen zusammen, die ähnliche Zielsetzungen haben, wie
- Verein Deutscher Eisenhüttenleute
- Verein Deutscher Gießereifachleute
- Schieferverband
- Montanhistorischer Verein für Österreich
- Verein der Freunde des Bergbaus in Graubünden und der übrigen Schweiz

## Auszeichnungen
Zum Andenken an den Gelehrten Agricola, der als Begründer der modernen Geologie und des Bergbaus gilt, wurde auf der Mitgliederversammlung 1924 die Georg Agricola-Denkmünze ins Leben gerufen. Diese wurde zunächst nur unregelmäßig, dann ab 2004 jährlich verliehen. Der erste Preisträger war Ferdinand Heberlein, ein deutsch-schweizerischer Hüttenchemiker.